# Johann I. (Trier)
Johann I. (* um 1140; † 15. Juli 1212 in Trier) war Erzbischof von Trier von 1190 bis 1212 und der erste, der zugleich den Titel eines Kurfürsten trug.
Johann stammte aus der Gegend um Speyer und wird 1173 als Speyerer Archidiakon und Propst des St. German-Stiftes zu Speyer gelistet. Von 1186 bis 1189 war er Kanzler unter Kaiser Friedrich I. Auf Initiative des Reichsregenten Heinrich VI. erfolgte seine Wahl zum Erzbischof von Trier im September 1189, die unterlegenen Kandidaten waren Folmar von Karden und Rudolf von Wied. Im folgenden Jahr wurde Johann I. von Papst Clemens III bestätigt.
Die Verdienste Johann I. waren die Neuordnung und Förderung des Erzbistums und Erzstifts auf weltlichem wie kirchlichem Gebiet, die Befestigung der Stadt Trier, der Erwerb zahlreicher Burgen und die Herauslösung des Erzbistums und der Stadt Trier aus der Herrschaft des Pfalzgrafen (1198). Er begründete den „Liber annalium iurium“, die Bestandsaufnahme aller Güter und Rechte des Erzbistums und eine der großen Geschichtsquellen der Stadt Trier und des Trierer Landes. Im Frühjahr 1196 wurde der „Heilige Rock“ im Westchor des Trierer Doms von Erzbischof Johann wiederentdeckt. Dieses besondere Ereignis ließ ihn am 1. Mai 1196 nicht nur den neuen Altar des Ostchores des Trierer Doms weihen (es war zugleich die Weihe des erneuerten Trierer Doms), sondern auch die wiedergefundene Tunika Christi – den „Heiligen Rock“ – in den neuen und geweihten Altar überführen. Dadurch leitete er die Verehrung der berühmten Reliquie für die weitere Zukunft in die Wege. Auf sein Geheiß hin fanden der Wiederaufbau der Andernacher Liebfrauenkirche und der Koblenzer St.-Kastor-Kirche statt.
Johann I. starb in Trier und wurde im Kloster Himmerod in der Eifel beigesetzt.